# توماس جاي لاثام
توماس جاي لاثام (بالإنجليزية: Thomas J. Latham)‏ هو شخصية أعمال أمريكي، ولد في 22 نوفمبر 1831 في واشنطن في الولايات المتحدة، وتوفي في 24 يوليو 1911 في ممفيس في الولايات المتحدة.